# مسجد جامع بریک‌لین
مسجد جامع بریک‌لین (بنگالی: ব্রিক লেন জামে মসজিদعربی: جامع مسجد بریک لین) که قبلاً به عنوان مسجد جامع لندن (লন্ডন জামে মসজিদ) شناخته می‌شد. یک عبادتگاه مسلمانان در انتهای شرقی لندن است. ساختمان شمارهٔ ۵۹، خیابان بریک‌لین در گوشه ای از خیابان فورنیر واقع شده‌است. این ساختمان در دوره‌هایی برای مسیحیان، یهودیان و مسلمانان از زمان ساختش در میانهٔ سده هجدهم کار می‌کرده‌است؛ که این امر نشانگر امواج مختلف مهاجران در منطقهٔ اسپیتالفیلدز است. کنیسه بزرگ سابق در ساختمان‌های فهرست شده درجه دوم*; مدرسه مجاور سابق (در حال حاضر به عنوان یک ساختمان فرعی مسجد مورد استفاده است) درجه دوم فهرست شده‌است.